# Atopocixius ornatus
Atopocixius ornatus är en insektsart som beskrevs av Frederick Arthur Godfrey Muir 1926. Atopocixius ornatus ingår i släktet Atopocixius och familjen Kinnaridae. Inga underarter finns listade i Catalogue of Life.